# 富蘭克林鎮區 (密歇根州克萊爾縣)
富蘭克林鎮區（英語：Franklin Township）是位於美國密歇根州克萊爾縣的一個行政鎮區。

## 地方資料
富蘭克林鎮區的面積為91.87平方千米，當中陸地面積為91.50平方千米，而水域面積為0.36平方千米。根據2020年美國人口普查的數據，當地共有人口730人，而人口密度為每平方千米7.95人。